# Ильинское-Усово
Ильинское-Усово (также совхоз Ильинское-Усово) — посёлок в Московской области России. Входит в городской округ Красногорск. Население — 3656 чел. (2021 год).

## География
Посёлок расположен юго-востоке округа, южнее автодороги «Балтия», высота центра над уровнем моря 162 м. Ближайшие населённые пункты — Бузланово в 1 км западнее, Ильинское в 1 км южнее и Глухово — 1,5 км на восток.

## История
С 1994 до 2005 года Ильинское-Усово входило в Ильинский сельский округ Красногорского района, а с 2005 до 2017 года включалось в состав Ильинского сельского поселения Красногорского муниципального района.

## Население
| 2002 | 2006  | 2010  | 2021  |
| ---- | ----- | ----- | ----- |
| 1556 | →1556 | ↘1504 | ↗3656 |

## Инфраструктура
В посёлке числятся 13 улиц, автодорога Балтия и гск.
В Ильинском-Усове действуют Ильинская общеобразовательная школа, детский сад № 16, Дом культуры «Юность», посёлок связан автобусным сообщением с Москвой (маршрут № 540) и Красногорском.

## Транспорт
Строительной компанией «Мортон» была начата реализация проекта подвесного лёгкого метро от станции «Мякинино» до посёлка Ильинское-Усово. На линии длиной 13 километров планировалось построить 10 станций. Летом 2016 года прошли испытания на первом километре линии. Однако после покупки компании «Мортон» группой компаний «ПИК» проект был заброшен.

## Достопримечательность
- Памятник императрице Марии Александровне (2024)